# Río Táchira
Le río Táchira est une rivière de Colombie et un affluent du río Pamplonita, donc un sous-affluent du Río Catatumbo par le río Zulia.
Le río Táchira est traversé par le pont international Simón Bolívar, qui marque la frontière entre la Colombie et le Venezuela.

## Géographie
Le río Táchira prend sa source dans le parc national naturel de Tamá,, au sud du département de Norte de Santander. Il coule ensuite vers le  nord, marquant sur la plus grande partie de son cours la frontière entre la Colombie et le Venezuela, avant de rejoindre le río Pamplonita au nord-est de la municipalité de Cúcuta.

## Pont Simón Bolívar
Le pont international Simón Bolívar, d'une longueur de 315 m, qui enjambe le rio Táchira, est une importante voie terrestre reliant la Colombie au Venezuela.